# Canuleia (cràter)
Canuleia és un cràter amb coordenades planetocèntriques de -32.41 ° de latitud nord i 85.96 ° de longitud est, sobre la superfície de l'asteroide del cinturó principal (4) Vesta. Fa 11.32 km de diàmetre. El nom fa referència a una de les primeres verges vestals romanes, i va ser adoptat com a oficial per la UAI el 28 de febrer de 2012.